# Таганрозький музей авіаційної техніки
Таганрозький музей авіаційної техніки — єдиний музей авіаційної техніки на Півдні Росії.

## Історія
Історія авіації Таганрога почалася в 1916 р. Тоді в місті відкрито філію будівельної фірми небагатого дворянина, промисловця і генія авіації Володимира Олександровича Лебедєва. Фабрика дуже скоро була перетворена в авіазавод (ТАВИА). Поруч організовано конструкторське бюро, яке стало єдиним в країні, розробляє гідролітаки. Інноваційні ідеї в літакобудуванні, створення моделей в промислових масштабах створили в Таганрозі хорошу базу для оборони країни.
Завдяки цим фундаментальним ресурсам заснований Таганрозький музей авіаційної техніки в березні 1995 року. Уряд країни уклав договір про обмеження звичайних збройних сил в Європі, і в цьому зв'язку прийнято рішення про скорочення чисельності літаків військової авіації.
У Таганрозі створено базу для ліквідації авіаційної техніки. Головний інженер бази ліквідації підполковник Володимир Стоянов звернувся до командування 4-ї повітряної армії з пропозицією зберегти по одному примірнику кожного типу літаків, що приходять на знищення, знявши з них двигуни і бортові системи. За задумом Володимира Стоянова, з врятованих машин можна було створити в Таганрозі музей авіаційної техніки. Командир 4-ї повітряної армії Володимир Михайлов підтримав ідею створення музею.
Серед експонатів музею представлено 12 видів літаків.
В його експозиції зібрані кращі зразки вітчизняної авіації, починаючи з 1960-х. 
При вході на стоянку, з обох боків алеї, розташовані чехословацькі Л-29 та Л-39 (який до цих пір є основним навчально-тренувальним літаком російських ВПС). За ними знаходяться винищувачі-бомбардувальники Су-17 і Су-17М3, а також навчально-бойова спарка Су-17УМ. 
При в'їзді на територію гарнізону на постаменті встановлено винищувач-бомбардувальник Су-7БМ з повним комплектом озброєння, на сьогоднішній день це рідкісна машина. Су-7, як і Су-17, у великих кількостях поставлявся на експорт і брав участь у багатьох війнах і збройних конфліктах. Є в колекції музею і палубний вертикально злітаючий штурмовик Як-38.
Сімейство винищувачів «Міг» представлене тут літаками Міг-21бис і Міг-23МЛД, який безпосередньо здійснював бойові вильоти в Афганістані. На його крилах зірки, що позначають кількість вильотів під час бойових дій. Але найцікавішим експонатом вважається винищувач-бомбардувальник Міг-25БМ, який випущений всього в 40 примірниках, на останньому етапі (1984 р.) серійного виробництва Нижегородським заводом «Сокіл». Цей літак був призначений для розвідки і знищення РЛС і станцій наведення зенітно-ракетних комплексів супротивника за допомогою протирадіолокаційних ракет Х-58, які в кількості чотирьох штук підвішувалися під крилом носія. Після того як у першій половині 1990-х ці літаки були зняті з озброєння і утилізовані, схоже, що таганрозький МіГ-25БМ залишився в єдиному екземплярі – його немає навіть в підмосковному Моніно.
Також до уваги відвідувачів музею пропонуються вертольоти і численне авіаційне обладнання ― гармати, ракети, бомби, крісла-катапульти, спорядження пілотів, макети кабін, інше. У кожній одиниці техніки є своя власна історія. Все це зібрано, привезено і відреставровано самими співробітниками на чолі зі Стояновим.
У музеї представлена колекція для любителів споруджувати моделі літаків: мініатюрні версії авіації.
Зберігач музею Володимир Стоянов веде власний фотокаталог кинутої на різних майданчиках країни авіатехніки. Роками доводиться домагатися дозволу на передачу музею гинучих примірників, ведучи переписку й очікуючи відповіді від військових і цивільних чиновників.
Відвідувачам надається можливість посидіти в кабіні кожного експонату і потримати в руках штурвал літака. Часто проводяться екскурсії для дітей.
Зберігач музею не втрачає надії на те, що музей рано чи пізно отримає статус Міського авіаційного музею.

## Колекція музею

### Літаки
1. Ан-2
2. Бе-12
3. Л-29
4. Л-39
5. Міг-15 (УТІ Міг-15)[6]
6. Мить-19С
7. Міг-21БІС
8. Міг-23 МЛД
9. Міг-25 БМ
10. Су-17 МОЗ
11. Су-22 УМЗ
12. Ту-154М (носова частина)[7]
13. Як-38

У листопаді 2016 року відбулася передача музею відновленого примірника УТІ Міг-15, що був реставрацією таганрозький 325-й авіаремонтний завод). Раніше цей примірник належав ростовського клубу «Юний авіатор».

### Вертольоти
- Мі-2

### Авіаційне обладнання
- Колекція вітчизняного авіаційного озброєння: гармати, авіабомби, ракети і т. д.
- Вісім зразків крісел шести типів, що катапультуються (серед них рідкісні в наші дні катапульти з літаків Су-7Б і Бе-12).
- Макет кабіни Су-17М4
- Різне льотне спорядження пілотів радянської авіації і багато іншого.